# El Hato de Las Pérez
El Hato de Las Pérez (Hato Las Pérez o El Hato) es un caserío que se encuentra en el Parque nacional Sierra Nevada de Mérida. Para llegar a él, se sale de Mérida (Venezuela) por la vía que conduce a la Urbanización Carabobo o Chamita, tomando el desvío de la carretera que conduce a Acequias-El Morro-Aricagua-Los Nevados, justo en el sector conocido como El Plan.

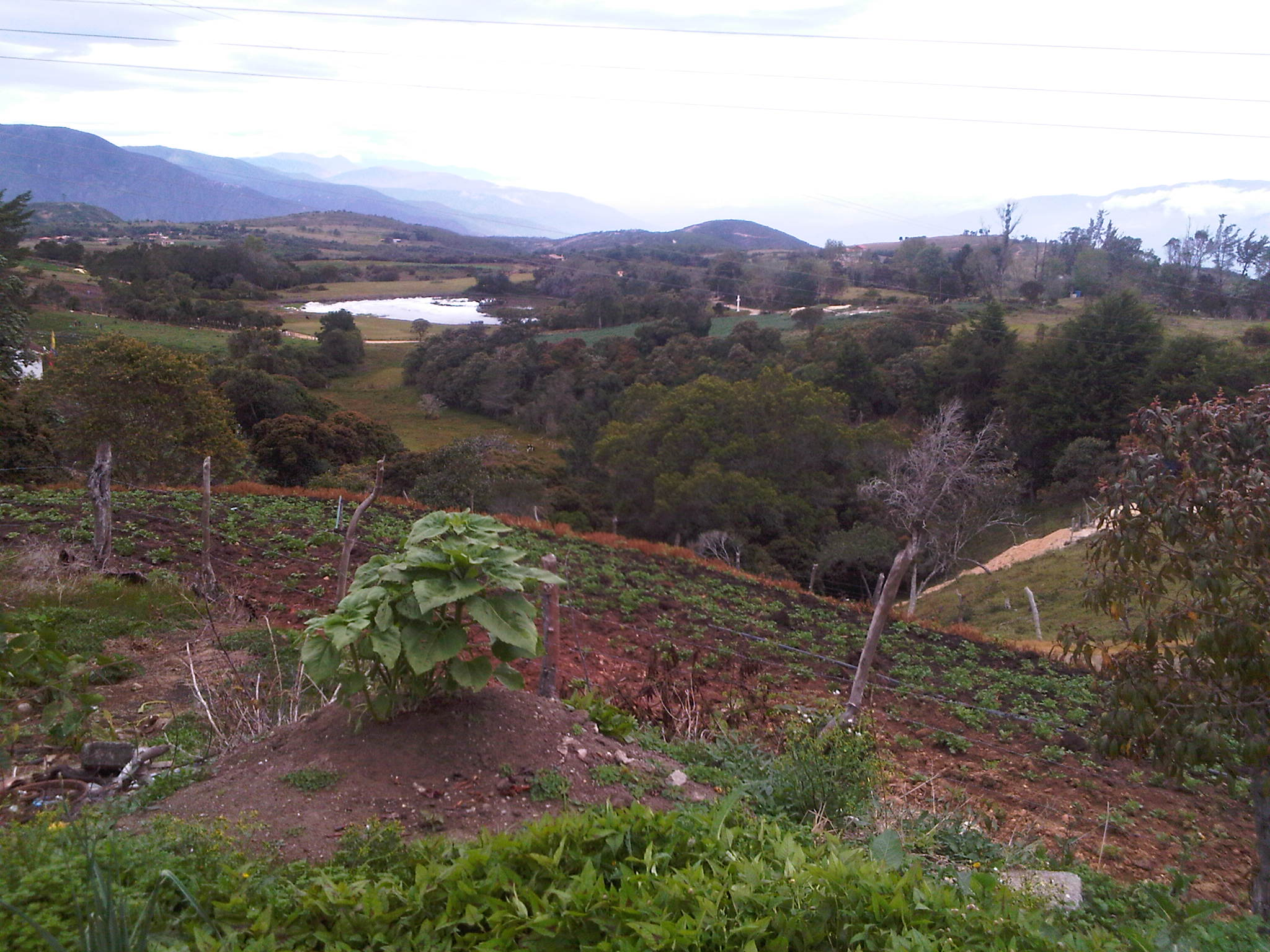
Panorámica de El Hato

La entrada a El Hato se distingue por los abetos alineados de la casa de Los Araque, siguiendo la carretera por la Curva de Eustoquio hacia Llano del Piojo, que es la colina desde donde puede observarse El Hato en su total extensión. Pasando la casa de la Familia Quintero, llamada La Patrona, se encuentra un desvío por el cual puede llegarse a La Vega de Ejido y que era un antiguo camino que se enlazaba con la primera carretera para llegar a El Morro.
Siguiendo el alineamiento de los Eucaliptos se alcanza la bifurcación de la carretera por donde puede llegarse a Escuque por la vía de Las Tapias o continuar, bordeando La Laguna Encantada, rumbo a los predios de El Verde, La Laguna Seca, Los Algodones y Los Ranchos.
Los terrenos de El Hato pasaron de manos de la Iglesia católica a un siervo nativo mucubache cuyas hijas María Antonia y Natividad Pérez, dan origen al nombre completo El Hato de Las Pérez. Con las uniones nupciales de ambas hermanas, se da inicio a las sucesivas hegemonías de las familias Quintero y Dugarte, que en la actualidad ostentan nuevamente los Dugarte. El éxodo de los Quintero parece garantizar su carácter definitivo.
El Hato de Las Pérez ha servido de inspiración para la obra literaria Las Flores de El Hato.
- Datos: Q5822083